# Raheem Lawal
Pour les articles homonymes, voir Lawal.
Raheem Adewole Lawal, né le 4 mai 1990 à Lagos, est un footballeur international nigérian qui évolue au poste de milieu de terrain au Fatih Karagümrük.

## Biographie

### En club
Avec le club de l'Atlético Baleares, il joue 65 matchs en Segunda División B (troisième division espagnole), inscrivant un but.
Il joue neuf matchs en Ligue Europa lors de la saison 2016-2017 avec le club turc d'Osmanlıspor.

### En équipe nationale
Avec les moins de 20 ans, il participe à la Coupe du monde des moins de 20 ans 2009 organisée en Égypte. Lors du mondial junior, il joue deux matchs, contre l'Espagne, et Tahiti.
Il joue son premier match en équipe du Nigeria le 23 mai 2012, en amical contre le Pérou (défaite 1-0).
Le 9 juin 2012, il joue un match contre le Malawi rentrant dans le cadre des éliminatoires du mondial 2014.